# Francesco Mondini

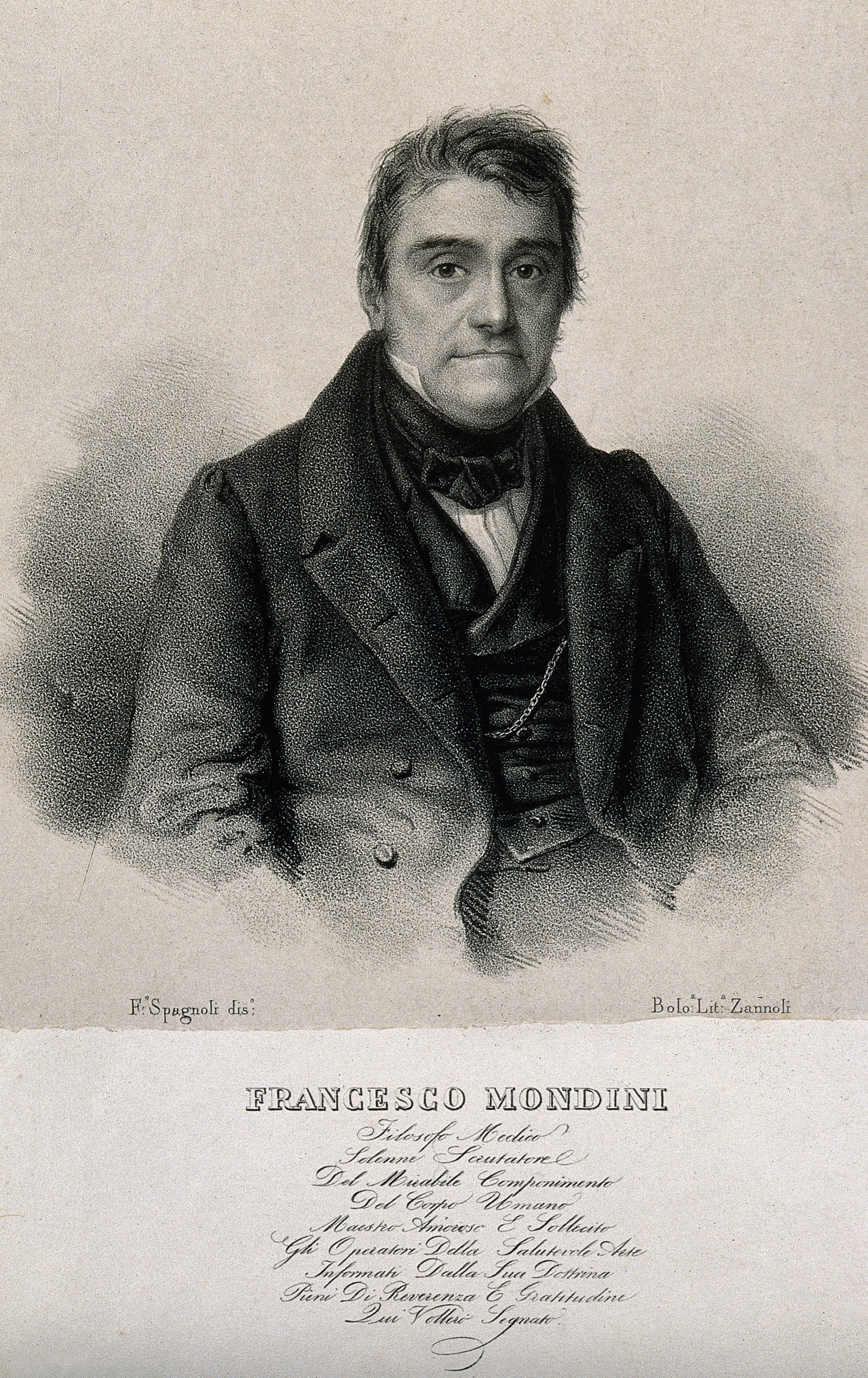
Francesco Mondini

Francesco Mondini (Bologna, 24 maggio 1786 – Bologna, 4 luglio 1844) è stato un medico e anatomista italiano.

## Biografia

### Primi anni e formazione professionale
Francesco Mondini nacque a Bologna il 24 maggio 1786 da Carlo Mondini e Margherita Grandis.
Dopo aver compiuto gli studi elementari al Collegio S. Lucia, entrò al Collegio Comelli, nel quale maturò il proprio interesse per la filosofia e si distinse per la disciplina e l'intelligenza.
Si laureò in Medicina il 21 giugno 1807 e venne abilitato alla pratica medica il 4 giugno 1808.

### Carriera e incarichi
Abbracciata la professione paterna, divenne assistente al "Gran Ospedale" di Santa Maria della Vita; lì pose l'attenzione allo studio di malattie e all'anatomia e proprio in quest'ultima pratica si distinse particolarmente. Nel gennaio 1815 divenne ripetitore ed incisore di Anatomia umana e contemporaneamente custode e incisore di Anatomia comparata. Dal 30 ottobre 1815 fino alla sua morte, svolse l'attività di professore di Anatomia umana nell'Università di Bologna. Contemporaneamente lavorò, nella stessa città, come medico sostituito presso l'Ospedale Maggiore.
Sedeva tra i Membri pensionati dell'Accademia Benedettina, entrò a far parte della Società Sebezia di Scienze ed Arti, dell'Accademia Pontaniana e dell'Accademia Medico-chirurgica di Napoli; fu membro inoltre dell'Accademia Medico-Fisica di Firenze, dell'Accademia Medico-chirurgica di Ferrara, dell'Accademia Gioenia di Catania, dell'Accademia dei Lincei di Roma, della Società di Scienze fisiche, chimiche, arti agricole ed industriali di Francia. Fu Socio onorario all'interno della Società Medico-chirurgica di Bologna; medico fiscale presso il Tribunal Criminale Ecclesiastico, Membro soprannumerario della Commissione provinciale di Sanità e venne eletto tra i membri del Consiglio Comunale.
Pubblicò gli Opuscoli scientifici a Bologna tra il 1817 e il 1825, in cui è forte la presenza e l'influenza della ricerca medica paterna.
Nell'anno 1829 fu tra i promotori della rifondazione dell'Accademia delle Scienze dell'Istituto di Bologna.

### Etica personale e professionale
Il Mondini si dimostrò sempre ben disposto nei confronti dei suoi studenti, verso i quali nutriva un amore filiale molto spiccato e li incoraggiava nella loro professione. Egli, benché molto impegnato, non rinunciava alla cura degli infermi di qualunque estrazione sociale “ed egli a tutti serviva con uguale applicazione e sopra tutti egualmente diffondeva la sua bontà”.
Egli tra l'altro era particolarmente sensibile al tema dell'educazione sia civile che religiosa; ideale che cercava di far emergere in modo spiccato all'interno della propria famiglia.
Ebbe sette figli da Adelaide Zaniboni, con la quale si sposò nel 1813, ma solo due femmine sopravvissero fino all'epoca della sua morte: Lucia, moglie di Savino Savini, e Teodelinda, che era ancora nubile.

### Epilogo
Nell'autunno 1843 fu colpito da una «flemmasia polmonare». Grazie alle cure di amici e colleghi medici, riuscì a sopravvivere al primo attacco della malattia. La sua salute era però precaria, tanto da esporlo ad una ricaduta nel giugno dell'anno successivo. Quest'ultima debilitò il Mondini a tal punto che egli stesso volle essere sottoposto all'estrema unzione il 3 luglio del 1844; la mattina seguente morì.
Qualche giorno dopo venne celebrato il funerale nella Chiesa dei SS. Giuseppe ed Ignazio, al quale parteciparono i membri del Collegio Medico-chirurgico, dell'Accademia dell'Istituto, della Società Medico-chirurgica e molti dei suoi allievi.
Venne sepolto nel Cimitero Monumentale della Certosa di Bologna.
Il compito di commemorare la sua morte spettò a Clodoveo Biagi, anch'esso membro della Società Medico-chirurgica di Bologna.

## Opere

### Ambiti di ricerca
I suoi scritti sono quasi tutti in italiano, tranne poche eccezioni in latino. Le proprietà di questi sono la scorrevolezza e la chiarezza dei termini e dei concetti utilizzati. Come ricorda Clodoveo Biagi «In somma alla aggiustatezza delle riflessioni, alla chiarezza delle descrizioni, risponde quella esattezza di linguaggio, che scaturisce da una mente piena di cognizioni, e sicura del fatto suo».
Nelle sue opere ha trattato di anatomia, soprattutto quella fallica, e ha approfondito gli studi paterni, concentrandosi sia sulle osservazioni intorno agli inviluppi del feto umano e degli altri mammiferi, sia conducendo studi sulla «mostruosità». In quest'ultimo ambito si ricorda la descrizione di due gemelli siamesi («mostro umano bicorporeo») morti subito dopo il parto o la descrizione di malformazioni relative ai genitali sia maschili che femminili (ad esempio: utero bicorne, atresia, ipospadia).
La maggior parte delle sue opere si trovano nelle raccolte Opuscoli scientifici e Novi Commentari: pubblicati a Bologna a partire dal 1817. Tra le opere inedite si ricorda Delle considerazioni intorno ad un Codice del secolo XIV dell'Anatomia di Mondino, su cui il Mondini lavorò nel periodo della sua malattia.

### Trattati principali
- (con Carlo Mondini), De arteriarum tunicis, Bologna 1813-1827[6]: in cui è forte l'influenza degli studi paterni.
- (con Camillo Lambertini), Osservazioni sul nero pigmento dell'occhio di Francesco Mondini professore di anatomia umana nella Pontificia Universita di Bologna, Annesio Nobili, Bologna 1818, pp. 12[6]: qui il Mondini fornisce le prove alla tesi fornita dal padre riguardo alla natura membranoso-globulare, e alla presenza di ferro nella zona dell'occhio analizzata.
- Storia di una Catalessia Isterica[18]: relativa all'utilizzo della pratica dell'agopuntura nella regione cervicale della colonna spinale per la cura di un caso di isteria.
- De Vesciculae umbilicalis situ in ovo humano, in «Novi Commentarii Academiae Scientiarum Instituti Bononiensis», t. I, Bologna 1834, pp. 43-52, su archive.org.
- Bicorporei humani Monstri anatomica descriptio una cum animadversionibus atque conjecturis nonnullis, quae ad illustrandam partium formationis rationem concurrunt, Ivi, pp. 255-348 (con tavole di Cesare Bettini).